# Christoph Scriba
Christoph J. Scriba (6. října 1929 Darmstadt – 26. července 2013) byl německý historik a matematik.

## Životopis
V roce 1957 promoval na Univerzitě Justuse Liebiga Gießen s prací James Gregory's frühe Schriften zur Infinitesimalrechnung. Poté vyučoval na University of Kentucky, University of Massachusetts Amherst a v období 1959 až 1962 na Torontské univerzitě. Při vědecké stáži na Oxfordu zkoumal odkaz Johna Wallise, a v roce 1966 v Hamburku habilitoval u Hofmanna a Bernharda Stickera (Studien zur Mathematik des John Wallis). Od roku 1969 vyučoval nově zavedené dějiny matematiky na Technické univerzitě Berlín. Od roku 1975 až do odchodu do důchodu v roce 1995 byl profesorem dějin přírodních věd a matematiky na Hamburské univerzitě. Jeho nástupkyní byla Karin Reichová.
Scriba byl členem International Commission on the History of Mathematics a v období 1977 až 1985 jejím předsedou. Byl také členem Leopoldiny.
K jeho studentům patří Eberhard Knobloch.

## Dílo
- The Concept of Number – a chapter in the history of mathematics, with applications of interest to teachers, BI Hochschultaschenbuch 1968
- spolueditor Beeley: The Correspondence of John Wallis, 2 díly, Oxford University Press
- spolueditor Joseph Dauben: Writing the History of Mathematics- its historic development, Birkhäuser, 2002.
- spoluautor Peter Schreiber: 5000 Jahre Geometrie – Geschichte, Kulturen, Menschen, Springer, 2004
- Studien zur Mathematik des John Wallis (1616-1703): Winkelteilungen, Kombinationslehre und zahlentheoretische Probleme. Im Anhang die Bücher und Handschriften von Wallis. Wiesbaden 1966 (habilitace)
- spoluautor Eduard Seidler: Die Elite der Nation im Dritten Reich – Das Verhältnis von Akademien und ihrem wissenschaftlichen Umfeld zum Nationalsozialismus, Leopoldina Symposion, Halle 1995